# Larry Freeman
Graydon La Verne „Larry“ Freeman (* 30. August 1904 in La Grange, Ohio; † 11. März 1995) war ein US-amerikanischer Psychologe.
Freeman war mit der Kindererzieherin Ruth Sunderlin Freeman verheiratet und hatte mit ihr zwei Söhne. Bei Ausbruch des Zweiten Weltkrieges wurde Freeman Schiffsoffizier und zog mit der Familie nach New York City. In ihrem Sommersitz außerhalb von Watkins Glen gründete er mit seiner Frau den kleinen Verlag Century House.
Freeman war Professor für physiologische Psychologie an der Northwestern University.

## Publikationen
- Mit Edith Mendel Stern: Mastering your nerves: how to relax through action. Harper & Brothers, 1946
- Physiological psychology. D. Van Nostrand Co., New York 1948.